# Western Oregon Wolves
A Western Oregon Wolves (WOU Wolves) a Nyugat-oregoni Egyetem sportegyesülete, amely az NCAA II-es divíziójában, a Great Northwest Athletic Conference tagjaként játszik.

## Válogatott sportcsapatok
Az egyesületnek 12 válogatott sportcsapata van.

### Softball
2008. április 26-án a Central Washington Wildcats elleni győztes mérkőzésen Sara Tucholsky térde a hazafutás közben megsérült; az ellenfél játékosai, Mallory Holtman és Liz Wallace Tucholskyt elvitték a hazai bázisért. A cselekedetért a három nő elnyerte a 2008-as ESPY-díj „legjobb pillanat” kategóriáját.
A softballcsapat részt vett az 1975-ös Woman’s College World Seriesen.

## Klubsportok
Az NCAA és a NAIA által nem szabályozott lacrosse-csapat 2008 és 2012 között minden divízióbajnokságot megnyert. A férfilabdarúgó-csapat 2012-ben megnyerte a Cascade Collegiate Soccer League bajnokságát.

## Corbett-díj
| Év   | Kitüntetett     | Munkakör           |
| ---- | --------------- | ------------------ |
| 2003 | Gary Cunningham | Atlétikai igazgató |

## Nevezetes személyek
- Dan Straily, amerikaifutball-játékos (pitcher)[5]
- Kevin Boss, amerikaifutball-játékos (tight end)[6]
- Tyrell Williams, amerikaifutball-játékos (wide receiver)[7]

## Fordítás
- Ez a szócikk részben vagy egészben  a   Western Oregon Wolves című angol Wikipédia-szócikk ezen változatának fordításán alapul.  Az eredeti cikk szerkesztőit annak laptörténete sorolja fel. Ez a jelzés csupán a megfogalmazás eredetét és a szerzői jogokat jelzi, nem szolgál a cikkben szereplő információk forrásmegjelöléseként.